# Панкратов, Александр Саввич
Панкратов Александр Саввич (7 января 1872, г. Сапожке, Рязанской губернии — 2 января 1922) — журналист, публицист, писавший очерки на религиозно-общественные темы. Исследователь русского сектантства. Псевдонимы: Ал. Россов; Саввич, А.; Свой.
Секретарь Владимирской земской управы. С 1902 года сотрудник первой частной газеты во Владимире «Владимирская газета». Участник революционного «Северного рабочего союза», в результате провала организации во Владимире арестовали несколько человек, в числе которых был и А. С. Панкратов.
Сотрудник газеты «Русское слово», журналов «Русское богатство» и ежемесячника «Новая жизнь», автор ряда статей о Пирогове, Льве Толстом, Чехове, Златовратском.
Доктор Маковицкий пишет в своих воспоминаниях: «Вечером после обеда Лев Николаевич поискал, что бы почитать, взял, между прочим, новую книгу Панкратова „Ищущие бога“».
Впоследствии Панкратов состоял в короткой переписке с Львом Толстым, который упоминая книгу Панкратова «Очерки религиозных исканий» писал: «Там же есть „Яма (Очерки религиозных исканий)“, не тот гадкий рассказ Арцыбашева или Куприна, а Ямой в Москве зовут подвал-кофейню, где собираются разговаривать о вере. Статья А. Панкратова очень подробна, интересна, советую прочесть, там малеванцы и о Черткове, который там бывал…»

## Книги
- Ищущие Бога. [Очерки современных религиозных исканий и настроений]. Кн. 1 / А. С. Панкратов. — М. : т-во скоропеч. А. А. Левенсон, 1911. — 196 с.
- Ищущие Бога. [Очерки современных религиозных исканий]. В 2 кн. [Кн. 2-я] / А. С. Панкратов. — М. : т-во скоропеч. А. А. Левенсон, 1911. — 191 с.
- Без хлеба: Очерки русского бедствия. (Голод 1898 и 1911—12 гг.). — М.: Изд. Португалова, 1913.— 250 с.
- Потомки Ивана Сусанина. Москва: В. Португалов, 1913. 47 с.
- У великих могил / А. С. Панкратов. — Москва: Валентин Португалов, 1914. — 141 с.
- Миллионы в земле: Поездка на реку Ухту / А.С. Панкратов. — Москва: В. Португалов, 1914. — 128 с.
- Кровавое зарево: Очерки войны / А.С. Панкратов. — Ярославль: тип. К. Ф. Некрасова, 1915. — 280 с.
- Встречные люди: Типы. Портреты / А.С. Панкратов. — Ярославль: тип. К. Ф. Некрасова, 1916. — 273 с.

## Статьи
- «Л. Н. Толстой в гостях у В. Г. Черткова». «Русское слово» 12 сентября 1909 г.
- Отчет о заседании МРФО, посвященное 10-летию кончины В. С. Соловьева в зале Политехнического музея. За подписью А.П. «Русское Слово», 10 февраля 1911
- Первое сентября 1911 года: (Впечатления очевидца убийства П. А. Столыпина). —  Исторический вестник, 1911, т. 126, N° 11, с. 613—639.
- Евреи-евангелисты / А. С. Ардов; [Со вступительной статьей А. Панкратова]. — Москва: 1914. — 52 с.